# Бедігошть (станція)
Залізнична станція Бедогішть (чеськ. Železniční_stanice_Bedihošť) — залізнична станція, що знаходиться в однойменному чеському селі Бедігошть.